# الضحاك بن مخلد
الضَّحاك بن مَخلَد الشيباني النبيل البصري الشهير بأبي عاصم النبيل. (122 هـ - 212 هـ) أحد العلماء مِن أهل البصرة، ومن رواة الحديث عند أهل السنة والجماعة. كان شيخ حفاظ الحديث في عصره. ولد بمكة وتحول إلى البصرة، فسكنها وتوفي بها.

## نسبه
أبو عاصم الضحاك بن مخلد بن الضحاك بن مسلم بن رافع بن رفيع ابن الأسود بن عمرو بن زالان بن هلال بن ثعلبة بن شيبان الشيبانى النبيل البصري.

## سيرته
كان أبو عاصم من تابعي التابعين وكان حافظا ثبتا اتفقوا على توثيقه، وجلالته، وحفظه. لم ير في يده كتاب قط. وكان فيه مزاح. وذُكرت عدّة روايات في سبب اشتهاره بلقب النبيل، فقيل: إن فيلا قدم البصرة فخرج الناس يتفرجون، فقال ابن جريج لأبي عاصم: «ما لك لا تخرج؟» قال: «لم أجد منك عوضاً» فقال ابن جريج: «أنت نبيل.» وقيل: لقب به لأنه كان فاخر البزة. وقال يزيد بن سنان القزاز: «سمعت أبا عاصم يقول: كنت اختلف إلى زفر بن الهذيل، وثم آخر يكنى أبا عاصم رث الهيئة يختلف إلى زفر. قال: فجاء أبو عاصم يستأذن، فخرجت جارية فقالت: من ذا؟ قال: أنا أبو عاصم، فدخلت وقالت لزفر: أبو عاصم بالباب، قال: أيهما هو؟ فقالت: النبيل منهما، فأذنت لي فدخلت، فقال لي زفر: قد لقبتك الجارية بلقب لا أراه أبدا يفارقك. لقبتك بالنبيل، فلزمني هذا اللقب.»

## أقوال العلماء فيه
- قال ابن سعد: «كان ثقة فقيها.»
- قال الخليل بن عبد الله القزوينى: «أبو عاصم النبيل متفق عليه زهدًا، وعلمًا، وورعًا، وديانة، وإتقانًا.»
- قال العجلي: «ثقة كثير الحديث.»
- قال يحيى بن معين: «ثقة.»
- قال عمر بن شبة: «والله ما رأيت مثله.»
- قال الذهبي: «الإمام الحافظ شيخ المحدثين الأثبات.»

## روايته للحديث النبوي
- روى عن: أبان بْن صمعة، وإسماعيل بن رافع المدني، وأيمن بن نابل المكي، وبكار بن عبد العزيز بن أَبي بكرة، وبهز بن حكيم، وثواب بن عتبة، وثور بن يزيد الرحبي، وجرير بن حازم، وأبي الأشهب جعفر بْن حيان العطاردي، وجعفر الصادق حديثًا واحدا، وجعفر بن يحيى بْن ثوبان، وحجاج بْن أَبي عثمان الصواف، والحسن بن يزيد أبي يونس القوي، وحماد بن جعفر، وحنظلة بن سفيان الجمحي، وحيوة بن شريح، وربيعة بن عبد الرحمن بن حصن الغنوي، وزكريا بن إسحاق المكي، وزمعة بن صالح، وزهير بن محمد العنبري، والسائب بن عُمَر المخزومي، وسعدان الجهني، وسعيد بن عبد العزيز التنوخي، وسعيد بن أبي عروبة، وسفيان الثوري، وسليمان التيمي، وسيف بن سُلَيْمان المكي، وشبيب بن بشر، وشعبة بن الحجاج، وطلحة بن عَمْرو المكي، وعباد بن منصور، وعبادة بن مسلم الفزاري، وعبد الله بْن عُمَر العُمَري، وعبد الله بن عون، وعَبْد اللَّهِ بْنُ مُحَمَّدِ بْنِ عَبد المَلِك الرقاشي، وعبد الله بن مسلم بن هرمز، وعبد اللَّه بْن المؤمل المخزومي، وعبد الحميد بن جعفر الأَنْصارِيّ، وعبد ربه بن عطاء القرشي، وعبد الرحمن الأوزاعي، وعبد الرحمن بن وردان الغفاري، وعبد العزيز بن أبي رواد، وعبد الملك بن جريج، وعبد الوارث بن سعيد، وعتاب بن عبد العزيز الحماني، وعثمان بن الأسود، وعثمان بن سعد الكاتب، وعثمان بن عَبد المَلِك المؤذن، وعثمان بن مرة البَصْرِي، وعثمان الشحام، وعزرة بن ثابت الأَنْصارِيّ، وعكرمة بن عمار اليمامي، وعُمَر بن أَبي زائدة، وعُمَر بْن سَعِيد بْن أَبي حسين، وعُمَر بن محمد بْن زيد العُمَري، وأبي نعامة عَمْرو بْن عيسى العدوي، وعَمْرو بن وهب الطائفي، وعمران القطان، وعيسى بن ميمون الجرشي، وفضيل بْن سُلَيْمان النميري، وقرة بن خالد السدوسي، وكثير بن فائد، ومالك بن أنس، والمثنى بن عَمْرو بن جيفر، ومحمد بن بشر الأَسلميّ، ومحمد بن رفاعة القرضي، ومحمد بْن عَبْد الرَّحْمَنِ بْن أَبي ذئب، ومحمد بن عجلان، ومحمد بن عمارة بن عمرو بن حزم الأَنْصارِيّ، وأبيه مخلد بن الضحاك الشيباني، ومظاهر بن أسلم، ومعروف بن خربوذ، والمغيرة بن زياد الموصلي، وأبي حنيفة النعمان، والنهاس بن قهم، وهشام بن حسان، ووبر بْن أَبي دليلة، ووهيب بن خالد بن عجلان، ويزيد بن أَبي عُبَيد، وأبي الجراح المهري، وأبي المليح الفارسي ، و عبيد بن عبد الرحمن القبائلي .
- روى عنه: البخاري، وإبراهيم بن دينار التمار البغدادي، وإبراهيم بن المستمر العروقي، وإبراهيم بن يعقوب الجوزجاني، وأحمد بن سَعِيد الدارمي، وأحمد بن سنان القطان، وأبو الجوزاء أحمد بن عثمان النوفلي، وأبو يحيى أحمد بن عصام الأصبهاني، وأحمد بْن فضالة بْن إِبْرَاهِيمَ النَّسَائي، وأحمد بن حنبل، وأحمد بْن يوسف السلمي النيسابوري، وإسحاق بن إبراهيم بن داود السواق، وإسحاق بن راهويه، وإسحاق بن سيار النصيبي، وإسحاق الكوسج، وبشر بن آدم البَصْرِيّ، وأبو بشر بَكْر بْن خلف ختن الْمُقْرِئ، وجرير بن حازم وهو من شيوخه، والحارث بن محمد بن أَبي أسامة التميمي، وحامد بْن يَحْيَى البلخي، وحجاج بْن الشاعر، والحسن بْن إسحاق المروزي، والحسن بن علي الحلواني، وحفص بْن عَمْرو الربالي، وأبو عاصم خشيش بن أصرم النَّسَائي، وأبو خيثمة زهير بْن حرب، وزيد بن أخزم الطائي، وأبو معن زيد بن يزيد الرقاشي البَصْرِيّ، وأبو داود سُلَيْمان بْن سيف الحراني، وشجاع بن مخلد البغوي، وعباس بْن عبد العظيم العنبري، وعباس بن الفرج الرياشي، وعباس بن محمد الدوري، ومستمليه عَبد اللَّهِ بْن إِسْحَاقَ الجوهري، وعبد الله بن الجراح القهستاني، وعَبْد الله بن داود الخريبي وهو من أقرانه، وعبد الله بْن عَبْد الرحمن الدارمي، وأبو بكر بن أبي شيبة، وعبد الله بْن مُحَمَّد بْن أَبي قريش، وعبد الله بْن مُحَمَّد المسندي، وعبد الله بْن منير المروزي، وعَبْد الرَّحْمَنِ بْن عبد الوهاب العمي، وعَبْد الرَّحْمَنِ بن عُمَر رستة، وعبد الملك بن قريب الأَصْمَعِيّ وهو من أقرانه، وعبد بن حميد، وعبدة بْن عَبد اللَّه الصفار، وعقبة بْن مكرم العمي البَصْرِي، وعلي بن المديني، وعلي بن نصر الجهضمي، وعُمَر بن شبة النميري، وابنه عَمْرو بن أَبي عاصم النبيل، وعَمْرو بن علي الصيرفي، وأبو غسان مالك بْن عبد الواحد المسمعي، ومحمد بن بشار بندار، ومُحَمَّد بْن بكار بْن الزبير العيشي البَصْرِي، ومحمد بن حبان بن الأزهر القطان البَصْرِيّ، وهو آخر من حدث عنه، ومحمد بن حماد الطهراني، ومحمد بن سَعِيد بن يزيد بن إِبْرَاهِيم التستري، ومحمد بن عبد الله بن نمير، وأبو جعفر مُحَمَّد بْن عَبد المَلِك الدقيقي الواسطي، ومحمد بْن عَمْرو بْن عباد بْن جبلة بْن أَبي رواد، وأَبُو مُوسَى مُحَمَّد بْن المثنى ومحمد بْن مسعود ابن العجمي، ومحمد بن مسلم بْن وارة الرازي، ومحمد بْن معمر البحراني، ومحمد بن يحيى الذهلي، وأبو عبد الرحمن محمد بن يعقوب بن أَبي عبدة العنبري، ومحمد بْن يونس الكديمي، ومحمود بن غيلان، ومخلد بن خالد الشعيري وهارون بن عَبد الله الحمال، ووهب بن إبراهيم الفامي، وأبو سملة يحيى بْن خلف الباهلي، ومستمليه الآخر يحيى بن راشد البَصْرِيّ، ويزيد بن سنان البَصْرِيّ، ويعقوب الدورقي، وأبو يوسف يعقوب بن إِسْحَاقَ القلوسي، ويعقوب بْن سفيان الفارسي، ويعقوب بن شيبة السدوسي، وأَبُو بَكْرِ بْنُ أَبي النضر.[3]